# 卡西歐佩亞

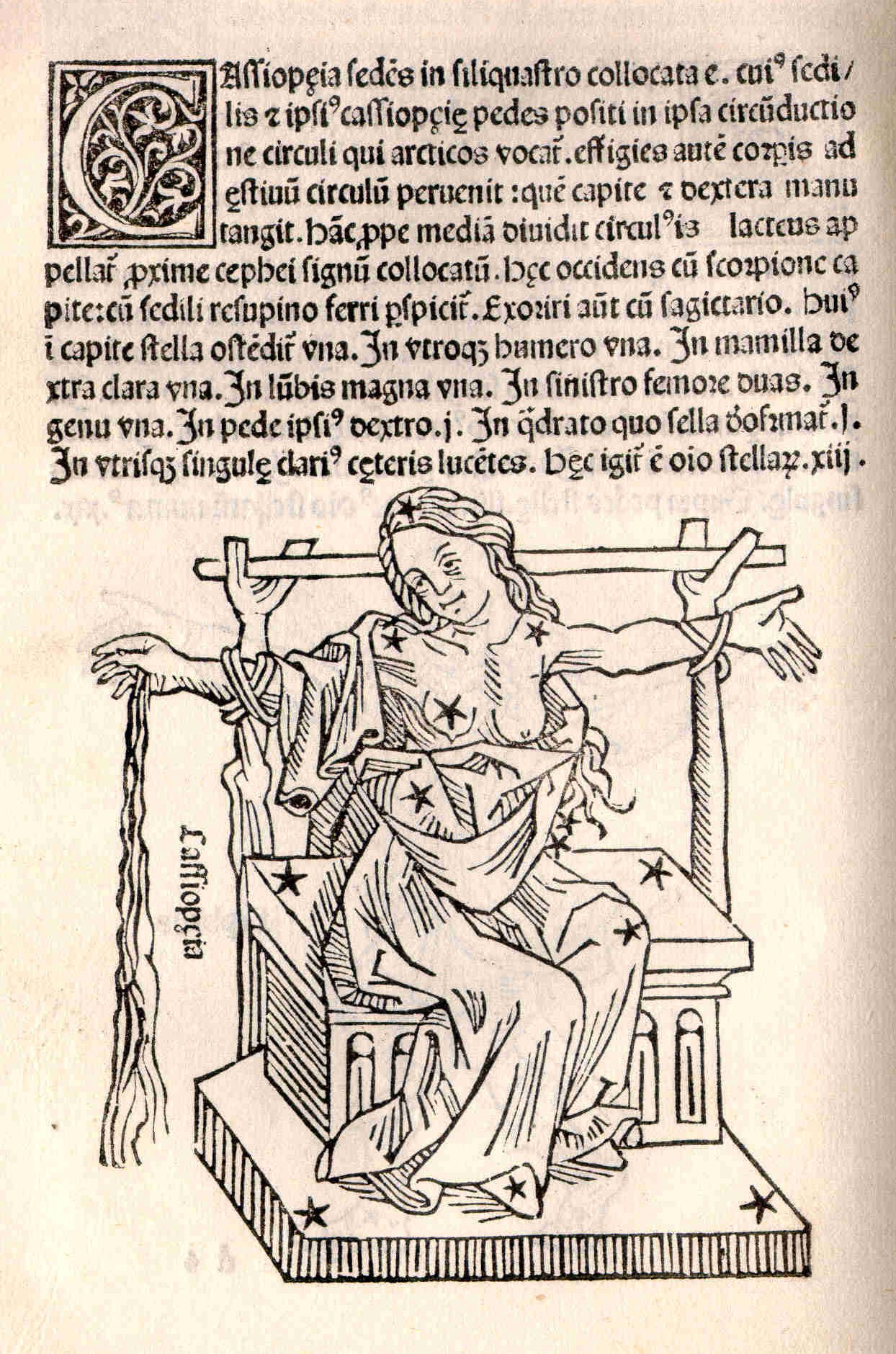
波塞冬的惩罚：作为星座卡西歐佩亞被绑在天空里被绑在椅子上。许癸努斯，《Poeticon Astronomicon》，美国海军天文台图书馆

卡西歐佩亞（希臘語：或希臘語：）是希腊神话里的一个人物，她是埃塞俄比亚国王克甫斯的王后。她因为骄傲自大和虚荣被惩罚。

## 家庭
農諾斯说卡西歐佩亞是一个宁芙。而拜占庭的斯特凡诺斯则说她是埃俄罗斯的女儿，加优普，今天特拉维夫的市区雅法的名字来自于她。

## 传说

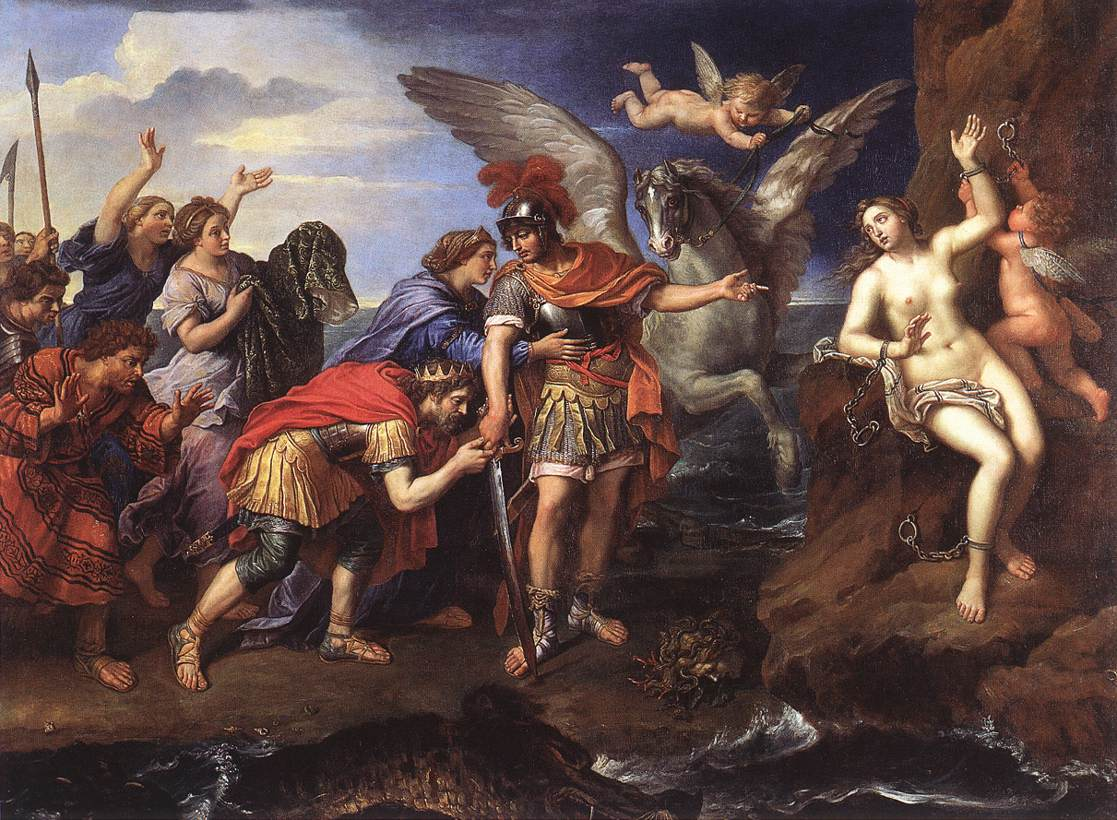
埃塞俄比亚国王克甫斯和王后卡西歐佩亞感谢珀耳修斯营救他们的女儿安德洛墨達，皮埃尔·米尼亚尔，卢浮宫

卡西歐佩亞吹牛说她的女儿安德洛墨達比海神涅柔斯所有的女儿涅瑞伊得斯们都美。海神之王波塞冬大怒，决定惩罚埃塞俄比亚。
不同版本对惩罚的方法有不同的说法，有的说波塞冬决定淹没整个埃塞俄比亚，也有的说他派遣水怪刻托摧毁埃塞俄比亚。无论如何，克甫斯和卡西歐佩亞问神谕拯救他们王国的方法， 而神谕告诉他们唯一的方法是牺牲他们的女儿来平息海神的愤怒。
因此安德洛墨達被绑在海边的石头上要牺牲给刻托。但此时珀耳修斯到达，他杀死刻托，营救安德洛墨達并取她为妻。
波塞冬觉得卡西歐佩亞不应该这么便宜就度过这个难关，因此他把她提升到空中，把她像当时安德洛墨達那样绑在一张椅子上。仙后座的形状像一个用作刑罚的椅子。在后来的图画里卡西歐佩亞往往不是被绑在椅子上，在有些画里她拿着一张镜子代表她的虚荣，在其它作品里她拿着一片棕榈叶。

## 星座
仙后座位于北极星附近，所有北纬35度以北的地区都可以终年看到它。